# Kuusalu kommun
Kuusalu kommun (äldre estlandssvenska Kusal, estniska: Kuusalu vald) är en kommun i landskapet Harjumaa i norra Estland, cirka 50 kilometer öster om huvudstaden Tallinn.
Kuusalu kommun slogs samman med Loksa kommun 2005. Stora delar av Lahemaa nationalpark och Põhja-Kõrvemaa naturreservat ligger inom kommunen. I den östra delen av kommunen ligger Estlands största militära övningsområde, Keskpolügoon.
De största orterna i kommunen är Kuusalu (Kusal), Kiiu och Kolga, av vilka Kuusalu är kommunens administrativa centrum.
Bland sevärdheter märks herrgården Kolk i Kolga. Målaren Ludvig Oskar (1874–1951) föddes i kommunen och gjorde ett flertal landskaps- och kulturmålningar med motiv från Kuusalu. Bland annat har han målat Kuusalu kyrka i flera versioner.

## Geografi

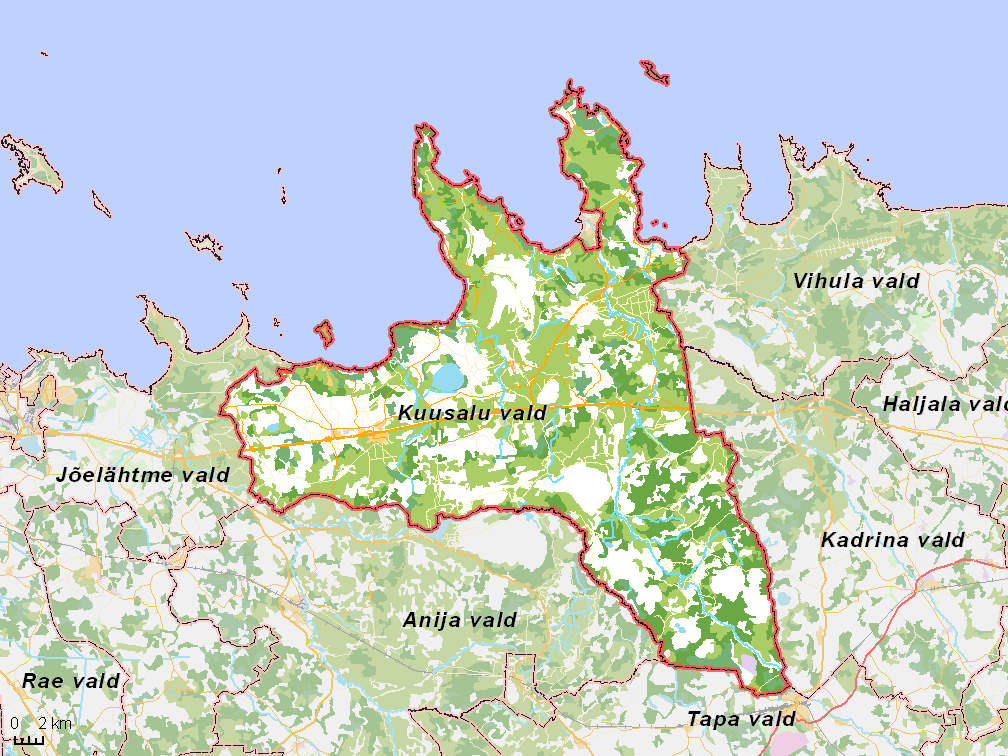
Översiktlig karta över kommunen.

## Orter
I Kuusalu kommun finns tre småköpingar och 64 byar.

### Småköpingar
- Kuusalu
- Kiiu
- Kolga

### Byar
- Allika
- Andineeme
- Aru
- Haavakannu
- Hara
- Hirvli
- Ilmastalu
- Joaveski
- Juminda
- Kaberla
- Kahala
- Kalme
- Kasispea
- Kemba
- Kiiu-Aabla
- Kodasoo
- Koitjärve
- Kolga-Aabla
- Kolgaküla
- Kolgu
- Kosu
- Kotka
- Kupu
- Kursi
- Kuusalu
- Kõnnu
- Külmaallika
- Leesi
- Liiapeksi
- Loksa
- Murksi
- Mustametsa
- Muuksi
- Mäepea
- Nõmmeveski
- Pala
- Parksi
- Pedaspea
- Pudisoo
- Põhja
- Pärispea
- Rehatse
- Rummu
- Salmistu
- Saunja
- Sigula
- Soorinna
- Suru
- Suurpea
- Sõitme
- Tammispea
- Tammistu
- Tapurla
- Tsitre
- Turbuneeme
- Tõreska
- Uuri
- Vahastu
- Valgejõe
- Valkla
- Vanaküla
- Vihasoo
- Viinistu
- Virve

### Fotnoter
1. 1 2  pub.stat.ee
2. ↑  http://geoportaal.maaamet.ee
3. ↑  Kuusalu vald hos Geonames.org (cc-by); post uppdaterad 2010-09-02; databasdump nerladdad 2015-09-05